# Anolis pogus
Anolis pogus este o specie de șopârle din genul Anolis, familia Polychrotidae, descrisă de James D. Lazell, Jr. în anul 1972. A fost clasificată de IUCN ca specie vulnerabilă. Conform Catalogue of Life specia Anolis pogus nu are subspecii cunoscute.